# Karl Gerhard (Maler)
Karl Gerhard (* 24. Dezember 1873 in Hofheim in Unterfranken; † 31. Dezember 1948 ebenda) war ein deutscher Kirchenmaler.

## Leben
Gerhard wurde 1873 als Sohn eines Schmiedemeisters in Franken geboren. Auf Anraten seines Zeichenlehrers legte er die Aufnahmeprüfung  an der Kunstgewerbeschule in München ab und studierte dort ab 1891. Nahezu zeitgleich  besuchte er die private Malschule von Ludwig Schmid-Reutte, um sich für die Aufnahme an der Münchner Kunstakademie vorzubereiten. Im Oktober desselben Jahres immatrikulierte sich Gerhard an der Akademie, kehrte aber nach wenigen Monaten zurück in den Unterricht von Schmid-Reutte, wo er bis 1893 blieb. Dann setzte er seine Ausbildung an der Akademie fort, besuchte die Malklasse von Wilhelm von Diez, wechselte nach zwei Jahren in die Komponierklasse und bekam ein eigenes Atelier.
Gerhard galt als talentierter Porträtmaler, entschied sich jedoch aus finanziellen Gründen für die religiöse Malerei. Ein geeignetes Atelier für die Porträtmalerei war zu teuer. Kurzfristig arbeitete er in Mainz freischaffend, dann für die kirchliche Kunstanstalt in Überlingen, wo er Kreuzwege, Altarbilder und Deckenfresken schuf. Von 1903 bis 1911 war Gerhard dann als Kirchenmaler im nördlichen Schwarzwald und im nördlichen Baden tätig.
Schon 1910 begann Gerhard nach München überzusiedeln und sich dort als freischaffender Künstler niederzulassen. Er stellt ein Glaspalast aus und trat der Münchner Künstlergenossenschaft bei. Im Jahr 1916 wurde er zum Kriegsdienst einberufen. Nach Kriegsende verdiente der Maler seinen Lebensunterhalt  mit kleinen Probenarbeiten und religiösen Darstellungen, die Reproduktionszwecken dienten. In den 1930er Jahren  war Gerhard unter Max Doerner als Gemälderestaurator tätig. Im Jahr 1940 kehrte er in seine Heimatstadt Hofheim zurück, wo ihm seine wohlhabenden Eltern ein Atelierhaus einrichteten, in dem er seine letzten Lebensjahre verbrachte. Hier gebastelte er Kirchen in Unterfranken aus, darunter die Stadtpfarrkirche St. Johannes der Täufer in Hofheim, die Kirche des bischöflichen Studienseminars Ferdinandeum in Würzburg und eine Kirche in Reichelsdorf.